# Ludolf de Jongh

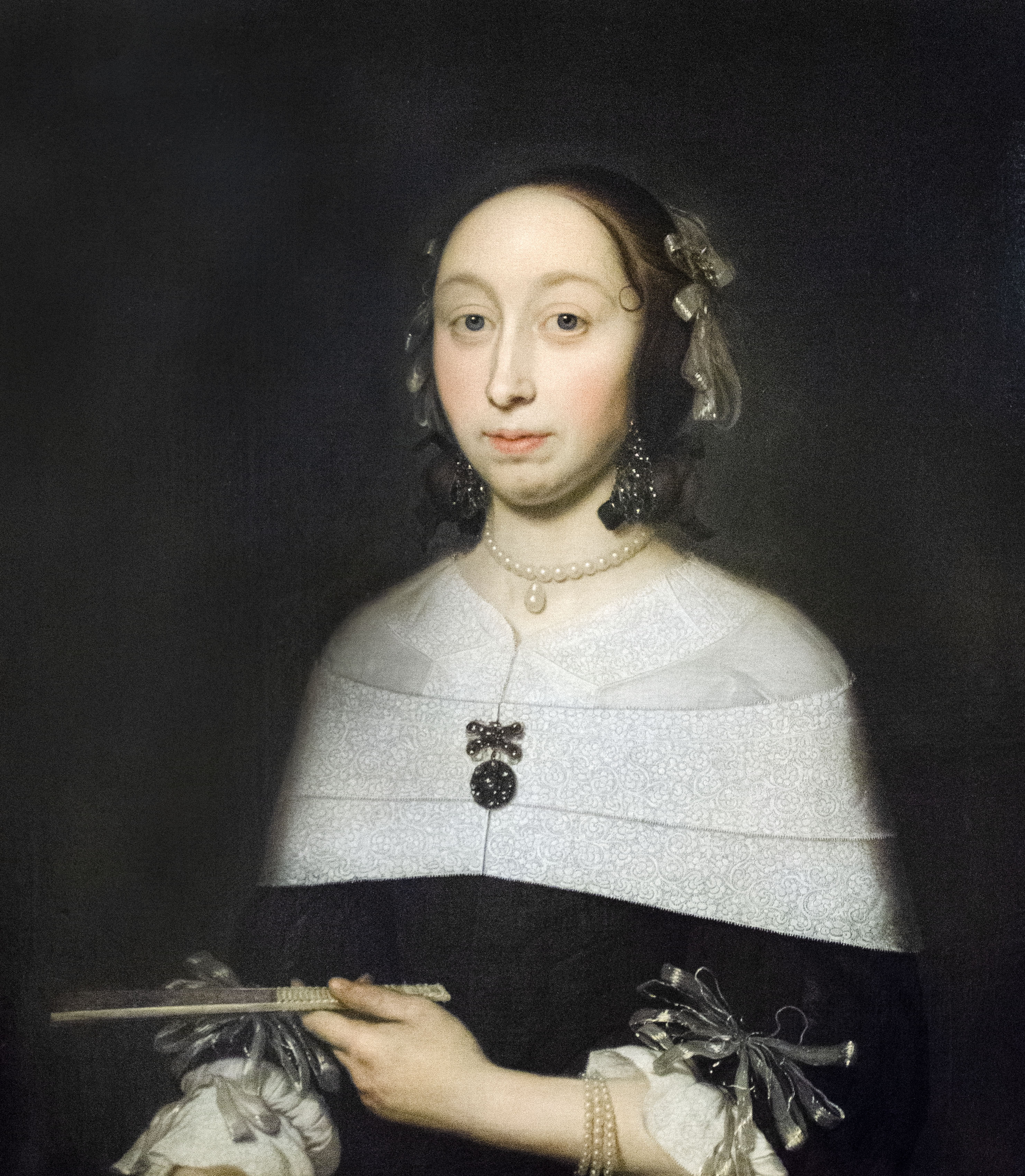
Retrato de dama, firmado "L.D. Jongh. F./A", óleo sobre lienzo, 70 x 61 cm, Madrid, Museo Lázaro Galdiano.

Ludolf de Jongh, también llamado Leuff o Leuven (Overschie, Róterdam, 1616-Hillegersberg, Róterdam, 1679), fue un pintor barroco neerlandés de retratos, escenas de género y paisajes urbanos.
Discípulo en Róterdam de Cornelis Saftleven, continuó sus estudios en Delft con Anthonie Palamedesz. y en Utrecht con Jan van Bijlert. Entre 1635 y 1642 residió en París aunque se desconoce cuál fuese su ocupación allí. En 1643 había regresado a Róterdam, correspondiendo a este momento sus primeras obras conocidas, y en 1665, como oficial de la milicia ciudadana, fijó su residencia en Hillegersberg, actualmente un barrio de Róterdam, donde falleció entre el 27 de mayo y el 8 de septiembre de 1679. Tuvo como discípulos a Pieter de Hooch y a Jacob Ochtervelt.
Sus pinturas de género evidencian la influencia de los caravaggistas de Utrecht, aunque él evolucionará hacia la creación de espacios más claramente definidos e iluminados. De distinto modo, sus retratos de damas, elegantemente vestidas de negro y con cuellos de encaje, siguen la sobria tradición del retrato holandés conforme a lo aprendido con Palamedsz, aunque con una técnica de pincelada más fluida que le va a permitir una mayor atención a la psicología de las retratadas sin renunciar a la minuciosidad en los aderezos merced a la precisión de su dibujo.